# Schwimmeuropameisterschaften 2018
| 34. Schwimmeuropameisterschaften | 34. Schwimmeuropameisterschaften                                                                       |
| -------------------------------- | --- |
|                                  | |
| Gastgeberort/-land               | Glasgow ( Vereinigtes Königreich)                                                                      |
| Beginn                           | 3. August 2018                                                                                         |
| Ende                             | 12. August 2018                                                                                        |
| Veranstaltungsorte               | Tollcross International Swimming Centre, Royal Commonwealth Pool, Scotstoun Sports Campus, Loch Lomond |
| Disziplinen                      | Schwimmsport, Freiwasserschwimmen, Synchronschwimmen, Wasserspringen                                   |
| Wettbewerbe                      | 72 |
| Teilnehmende Nationen            | 47 |
| Athleten                         | 992 |
| Chronik                          | |
| ← Schwimm-EM 2016                | Schwimm-EM 2020 →                                                                                      |

| Medaillenspiegel | Medaillenspiegel | Medaillenspiegel | Medaillenspiegel | Medaillenspiegel | Medaillenspiegel |
| Platz            | Land             | Gold             | Silber           | Bronze           | Gesamt           |
| ---------------- | ---------------- | ---------------- | ---------------- | ---------------- | ---------------- |
| 1                | Russland         | 23               | 15               | 9                | 47               |
| 2                | Großbritannien   | 13               | 12               | 9                | 34               |
| 3                | Italien          | 8                | 12               | 19               | 39               |
| 4                | Ungarn           | 6                | 4                | 2                | 12               |
| 5                | Ukraine          | 5                | 6                | 2                | 13               |
| 6                | Niederlande      | 5                | 5                | 2                | 12               |
| 7                | Frankreich       | 4                | 2                | 6                | 12               |
| 8                | Schweden         | 4                | -                | -                | 4                |
| 9                | Deutschland      | 3                | 6                | 10               | 19               |
| 10               | Schweiz          | 1                | -                | 1                | 2                |
| 11               | Dänemark         | -                | 3                | 1                | 4                |
| 12               | Litauen          | -                | 2                | -                | 2                |
| 13               | Spanien          | -                | 1                | 4                | 5                |
| 14               | Griechenland     | -                | 1                | 1                | 2                |
|                  | Polen            | -                | 1                | 1                | 2                |
| 16               | Norwegen         | -                | 1                | -                | 1                |
|                  | Rumänien         | -                | 1                | -                | 1                |
| 18               | Armenien         | -                | -                | 1                | 1                |
|                  | Belgien          | -                | -                | 1                | 1                |
|                  | Finnland         | -                | -                | 1                | 1                |
|                  | Irland           | -                | -                | 1                | 1                |
|                  | Slowenien        | -                | -                | 1                | 1                |
| Gesamt           | Gesamt           | 72               | 72               | 72               | 216              |

Die 34. Schwimmeuropameisterschaften fand vom 3. bis zum 12. August 2018 in der schottischen Stadt Glasgow (Vereinigtes Königreich) statt. Dies wurde vom Europäischen Schwimmverband (LEN) am 22. Juli 2014 auf einer Vorstandssitzung in Berlin entschieden. Schottland ist damit zum ersten Mal Austragungsort der Schwimmeuropameisterschaften.
Die Schwimmwettbewerbe wurden im Rahmen der European Championships 2018 vom 1. bis 12. August 2018, parallel zu den Wettbewerben im Radrennen, Rudern, Triathlon, Golf und Gymnastik (Glasgow) und Leichtathletik (Berlin) durchgeführt.

## Austragungsorte
Die Schwimmeuropameisterschaften 2018 fand an vier Orten in Glasgow statt.
- Tollcross International Swimming Centre (Beckenschwimmen)[3]
- Royal Commonwealth Pool (Wasserspringen)[4]
- Scotstoun Sports Campus (Synchronschwimmen)[5]
- Loch Lomond (Freiwasserschwimmen)[6]

Die Wettbewerbe im Beckenschwimmen fanden im 1997 gebauten Tollcross International Swimming Centre statt, welches im Jahr 2013 für die Commonwealth Games 2014 renoviert und umgebaut wurde. Die Wasserspringen trugen ihre Wettbewerbe im Royal Commonwealth Pool aus, dieser wurde 1970 erbaut und ebenfalls für die Commonwealth Games in den Jahren 2009 bis 2012 komplett renoviert. Die Wettbewerbe im Synchronschwimmen fanden im Scotstoun Sports Campus statt. Dafür wurde ein temporäres Schwimmbecken in der Tennishalle des Campus errichtet. Die Freiwasserschwimmer trugen ihre Wettkämpfe im Loch Lomond, einem See etwa 30 km nordwestlich von Glasgow, aus.

## Zeitplan und Sportarten
Es wurden 72 Wettbewerbe ausgetragen.
Legende zum nachfolgend dargestellten Wettkampfprogramm:
|  | Eröffnungs- und Abschluss-Zeremonie | x | Finalentscheidungen |

Letzte Spalte: Gesamtanzahl der Entscheidungen in den einzelnen Sportarten
|                     | Fr | Sa | So | Mo | Di | Mi | Do | Fr  | Sa  | So  |        |
| August              | 3. | 4. | 5. | 6. | 7. | 8. | 9. | 10. | 11. | 12. | Gesamt |
| ------------------- | -- | -- | -- | -- | -- | -- | -- | --- | --- | --- | ------ |
| Eröffnung/Abschluss |    |    |    |    |    |    |    |     |     |     |        |
| Freiwasserschwimmen |    |    |    |    |    | 2  | 2  |     | 2   | 1   | 7      |
| Schwimmen           | 4  | 6  | 6  | 6  | 6  | 6  | 9  |     |     |     | 43     |
| Synchronschwimmen   | 2  | 1  | 1  | 2  | 3  |    |    |     |     |     | 9      |
| Wasserspringen      |    |    |    | 1  | 2  | 2  | 2  | 2   | 2   | 2   | 13     |
| Finalentscheidungen | 6  | 7  | 7  | 9  | 11 | 10 | 13 | 2   | 4   | 3   | 72     |

## Teilnehmende Nationen
An den Schwimmeuropameisterschaften 2018 nahmen 992 Athletinnen und Athleten aus 47 Ländern teil:
| - Albanien (5) - Armenien (5) - Aserbaidschan (3) - Belgien (17) - Bosnien und Herzegowina (2) - Bulgarien (8) - Dänemark (17) - Deutschland (66) - Estland (19) - Färöer (2) - Finnland (16) - Frankreich (53) - Georgien (3) - Griechenland (27) - Irland (11) - Island (3) | - Israel (34) - Italien (82) - Kosovo (4) - Kroatien (9) - Lettland (5) - Liechtenstein (4) - Litauen (13) - Luxemburg (3) - Malta (4) - Moldau (2) - Niederlande (35) - Norwegen (6) - Österreich (33) - Polen (30) - Portugal (25) - Rumänien (4) | - Russland (77) - San Marino (6) - Schweden (24) - Schweiz (30) - Serbien (11) - Slowakei (16) - Slowenien (9) - Spanien (38) - Tschechien (18) - Türkei (41) - Ukraine (35) - Ungarn (32) - Vereinigtes Königreich (79) - Belarus (24) - Zypern (2) |

## Beckenschwimmen

### Männer

#### Freistil
| Platz | Athlet              | Land                   | Zeit    |
| ----- | ------------------- | ---------------------- | ------- |
| 1     | Benjamin Proud      | Vereinigtes Königreich | 21,34 s |
| 2     | Kristian Gkolomeev  | Griechenland           | 21,44 s |
| 3     | Andrea Vergani      | Italien                | 21,68 s |
| 4     | Wladimir Morosow    | Russland               | 21,74 s |
| 5     | Simonas Bilis       | Litauen                | 21,97 s |
| 6     | Jesse Peter Puts    | Niederlande            | 22,08 s |
| 7     | Ari-Pekka Liukkonen | Finnland               | 22,11 s |
| 8     | Paweł Juraszek      | Polen                  | 22,14 s |

 Benjamin Proud stellte mit 21,11 s im Halbfinale einen neuen Meisterschaftsrekord auf.
 Bernhard Reitshammer belegte in 22,97 s im Vorlauf Rang 34.

 Julien Henx belegte in 23,17 s im Vorlauf Rang 43.

 Alexander Trampitsch belegte in 23,19 s im Vorlauf Rang 45.

 Damian Wierling ist trotz Meldung nicht zum Wettbewerb angetreten.
| Platz | Athlet             | Land                   | Zeit    |
| ----- | ------------------ | ---------------------- | ------- |
| 1     | Alessandro Miressi | Italien                | 48,01 s |
| 2     | Duncan Scott       | Vereinigtes Königreich | 48,23 s |
| 3     | Mehdy Metella      | Frankreich             | 48,24 s |
| 4     | Wladislaw Grinew   | Russland               | 48,36 s |
| 5     | Luca Dotto         | Italien                | 48,45 s |
| 6     | Nándor Németh      | Ungarn                 | 48,55 s |
| 7     | Serhij Schewzow    | Ukraine                | 48,74 s |
| 8     | Bruno Blašković    | Kroatien               | 49,02 s |

 Damian Wierling belegte in 48,96 s im Halbfinale Rang 11.

 Bernhard Reitshammer belegte in 49,94 s im Vorlauf Rang 31.

 Alexander Trampitsch belegte in 50,06 s im Vorlauf Rang 40.

 Julien Henx belegte in 50,30 s im Vorlauf Rang 44.
| Platz | Athlet                  | Land                   | Zeit        |
| ----- | ----------------------- | ---------------------- | ----------- |
| 1     | Duncan Scott            | Vereinigtes Königreich | 1:45,34 min |
| 2     | Danas Rapšys            | Litauen                | 1:46,07 min |
| 3     | Michail Dowgaljuk       | Russland               | 1:46,15 min |
| 4     | James Guy               | Vereinigtes Königreich | 1:46,20 min |
| 5     | Filippo Megli           | Italien                | 1:46,60 min |
| 6     | Michail Wekowischtschew | Russland               | 1:46,79 min |
| 7     | Velimir Stjepanović     | Serbien                | 1:47,00 min |
| 8     | Jacob Heidtmann         | Deutschland            | 1:47,26 min |

 Felix Auböck belegte in 1:47,81 min im Halbfinale Rang 11.

 Nils Liess belegte in 1:48,76 min im Halbfinale Rang 15.

 Alexander Trampitsch belegte in 1:50,06 min im Vorlauf Rang 34.
| Platz | Athlet               | Land        | Zeit        |
| ----- | -------------------- | ----------- | ----------- |
| 1     | Mychajlo Romantschuk | Ukraine     | 3:45,18 min |
| 2     | Henrik Christiansen  | Norwegen    | 3:47,07 min |
| 3     | Henning Mühlleitner  | Deutschland | 3:47,18 min |
| 4     | Felix Auböck         | Österreich  | 3:47,24 min |
| 5     | Victor Johansson     | Schweden    | 3:47,74 min |
| 6     | Jan Micka            | Tschechien  | 3:48,46 min |
| 7     | Poul Zellmann        | Deutschland | 3:48,97 min |
| 8     | Wojciech Wojdak      | Polen       | 3:49,08 min |

| Platz | Athlet               | Land        | Zeit        |
| ----- | -------------------- | ----------- | ----------- |
| 1     | Mychajlo Romantschuk | Ukraine     | 7:42,96 min |
| 2     | Gregorio Paltrinieri | Italien     | 7:45,12 min |
| 3     | Florian Wellbrock    | Deutschland | 7:45,60 min |
| 4     | Henrik Christiansen  | Norwegen    | 7:46,75 min |
| 5     | Jan Micka            | Tschechien  | 7:49,73 min |
| 6     | Domenico Acerenza    | Italien     | 7:51,64 min |
| 7     | Damien Joly          | Frankreich  | 7:56,75 min |
| 8     | Marin Mogić          | Kroatien    | 7:58,03 min |

 Felix Auböck belegte in 7:55,56 min im Vorlauf Rang 12.

 Henning Mühlleitner belegte in 7:58,77 min im Vorlauf Rang 18.

 Poul Zellmann belegte in 8:03,07 min im Vorlauf Rang 20.
| Platz | Athlet               | Land        | Zeit         |
| ----- | -------------------- | ----------- | ------------ |
| 1     | Florian Wellbrock    | Deutschland | 14:36,15 min |
| 2     | Mychajlo Romantschuk | Ukraine     | 14:36,88 min |
| 3     | Gregorio Paltrinieri | Italien     | 14:42,85 min |
| 4     | Domenico Acerenza    | Italien     | 14:51,88 min |
| 5     | Henrik Christiansen  | Norwegen    | 14:56,47 min |
| 6     | Damien Joly          | Frankreich  | 14:57,82 min |
| 7     | Serhij Frolow        | Ukraine     | 14:58,46 min |
| 8     | Jan Micka            | Tschechien  | 14:59,49 min |

#### Rücken
| Platz | Athlet             | Land         | Zeit              |
| ----- | ------------------ | ------------ | ----------------- |
| 1     | Kliment Kolesnikow | Russland     | 24,00 s (WR) (WJ) |
| 2     | Robert Glință      | Rumänien     | 24,55 s           |
| 3     | Shane Ryan         | Irland       | 24,64 s           |
| 4     | Wladimir Morosow   | Russland     | 24,69 s           |
| 5     | Jérémy Stravius    | Frankreich   | 24,83 s           |
| 6     | Mikita Tsmyh       | Belarus      | 25,04 s           |
| 7     | Apostolos Christou | Griechenland | 25,14 s           |
| 8     | Jonatan Kopelev    | Israel       | 25,41 s           |

 Kliment Kolesnikow stellte mit 24,25 s im Halbfinale einen neuen Jugendweltrekord auf.
 Christian Diener belegte in 25,13 s im Halbfinale Rang 13.

 Thierry Bollin belegte in 25,47 s im Halbfinale Rang 15.

 Bernhard Reitshammer belegte in 25,78 s im Vorlauf Rang 29.
| Platz | Athlet             | Land         | Zeit         |
| ----- | ------------------ | ------------ | ------------ |
| 1     | Kliment Kolesnikow | Russland     | 52,53 s (WJ) |
| 2     | Jewgeni Rylow      | Russland     | 52,74 s      |
| 3     | Apostolos Christou | Griechenland | 53,72 s      |
| 4     | Robert Glință      | Rumänien     | 53,81 s      |
| 5     | Thomas Ceccon      | Italien      | 53,85 s      |
| 5     | Simone Sabbioni    | Italien      | 53,85 s      |
| 7     | Christian Diener   | Deutschland  | 53,92 s      |
| 8     | Jan-Philip Glania  | Deutschland  | 54,35 s      |

 Kliment Kolesnikow stellte mit 52,95 s im Halbfinale einen neuen Jugendweltrekord auf.
 Bernhard Reitshammer belegte in 55,06 s im Vorlauf Rang 21.

 Thierry Bollin belegte in 55,53 s im Vorlauf Rang 30.
| Platz | Athlet                | Land         | Zeit             |
| ----- | --------------------- | ------------ | ---------------- |
| 1     | Jewgeni Rylow         | Russland     | 1:53,36 min (ER) |
| 2     | Radosław Kawęcki      | Polen        | 1:56,07 min      |
| 3     | Matteo Restivo        | Italien      | 1:56,29 min      |
| 4     | Christian Diener      | Deutschland  | 1:57,05 min      |
| 5     | Apostolos Christou    | Griechenland | 1:57,09 min      |
| 6     | Grigori Tarassewitsch | Russland     | 1:57,37 min      |
| 7     | Luca Mencarini        | Italien      | 1:57,71 min      |
| 8     | Hugo González         | Spanien      | 1:59,06 min      |

 Nils Liess belegte in 2:04,53 min im Vorlauf Rang 33.

 Patrick Staber belegte in 2:05,51 min im Vorlauf Rang 35.

#### Brust
| Platz | Athlet                  | Land                   | Zeit         |
| ----- | ----------------------- | ---------------------- | ------------ |
| 1     | Adam Peaty              | Vereinigtes Königreich | 26,09 s (CR) |
| 2     | Fabio Scozzoli          | Italien                | 26,79 s      |
| 3     | Peter John Stevens      | Slowenien              | 27,06 s      |
| 4     | Kirill Prigoda          | Russland               | 27,18 s      |
| 5     | Čaba Silađi             | Serbien                | 27,20 s      |
| 6     | Ties Elzerman           | Niederlande            | 27,24 s      |
| 7     | Fabian Schwingenschlögl | Deutschland            | 27,29 s      |
| 8     | Ilja Schymanowitsch     | Belarus                | 27,32 s      |

 Adam Peaty stellte mit 26,50 s im Vorlauf einen neuen Europameisterschaftsrekord auf.
 Bernhard Reitshammer belegte in 27,47 s im Halbfinale Rang 13.

 Christopher Rothbauer belegte in 28,09 s im Vorlauf Rang 27.

 Yannick Käser belegte in 28,28 s im Vorlauf Rang 28.

 Valentin Bayer belegte in 28,33 s im Vorlauf Rang 31.

 Johannes Dietrich belegte in 29,49 s im Vorlauf Rang 48.

 Jacques Läuffer ist trotz Meldung nicht zum Wettbewerb angetreten.
| Platz | Athlet             | Land                   | Zeit         |
| ----- | ------------------ | ---------------------- | ------------ |
| 1     | Adam Peaty         | Vereinigtes Königreich | 57,10 s (WR) |
| 2     | James Wilby        | Vereinigtes Königreich | 58,64 s      |
| 3     | Anton Tschupkow    | Russland               | 59,06 s      |
| 4     | Kirill Prigoda     | Russland               | 59,20 s      |
| 5     | Fabio Scozzoli     | Italien                | 59,61 s      |
| 6     | Andrius Šidlauskas | Litauen                | 59,62 s      |
| 7     | Arno Kamminga      | Niederlande            | 59,69 s      |
| 8     | Čaba Silađi        | Serbien                | 1:00,15 min  |

 Adam Peaty stellte mit 57,89 s im Vorlauf einen neuen Europameisterschaftsrekord auf.
 Fabian Schwingenschlögl belegte in 1:00,88 min im Halbfinale Rang 15.

 Yannick Käser belegte in 1:01,08 min im Vorlauf Rang 21.

 Christopher Rothbauer belegte in 1:01,23 min Vorlauf Rang 23.

 Valentin Bayer belegte in 1:01,24 min im Vorlauf Rang 24.

 Johannes Dietrich belegte in 1:01,80 min im Vorlauf Rang 33.

 Jacques Läuffer belegte in 1:02,29 min im Vorlauf Rang 37.

 Raphaël Stacchiotti belegte in 1:03,37 min im Vorlauf Rang 45.

 Christoph Meier belegte in 1:03,44 min im Vorlauf Rang 47.
| Platz | Athlet             | Land                   | Zeit             |
| ----- | ------------------ | ---------------------- | ---------------- |
| 1     | Anton Tschupkow    | Russland               | 2:06,80 min (ER) |
| 2     | James Wilby        | Vereinigtes Königreich | 2:08,39 min      |
| 3     | Luca Pizzini       | Italien                | 2:08,54 min      |
| 4     | Ross Murdoch       | Vereinigtes Königreich | 2:08,55 min      |
| 5     | Kirill Prigoda     | Russland               | 2:08,77 min      |
| 6     | Andrius Šidlauskas | Litauen                | 2:09,71 min      |
| 7     | Arno Kamminga      | Niederlande            | 2:09,87 min      |
| 8     | Erik Persson       | Schweden               | 2:10,25 min      |

 Valentin Bayer belegte in 2:12,33 min im Halbfinale Rang 14.

 Jacques Läuffer belegte in 2:12,44 min im Halbfinale Rang 15.

 Christopher Rothbauer belegte in 2:12,44 min im Halbfinale Rang 15.

 Max Pilger belegte in 2:12,84 min im Vorlauf Rang 19.

 Yannick Käser belegte in 2:13,66 min Vorlauf Rang 21.

 Johannes Dietrich belegte in 2:14,30 min im Vorlauf Rang 28.

#### Schmetterling
| Platz | Athlet             | Land                   | Zeit         |
| ----- | ------------------ | ---------------------- | ------------ |
| 1     | Andrij Howorow     | Ukraine                | 22,48 s (CR) |
| 2     | Benjamin Proud     | Vereinigtes Königreich | 22,78 s      |
| 3     | Oleg Kostin        | Russland               | 22,97 s      |
| 4     | Kristian Gkolomeev | Griechenland           | 23,19 s      |
| 5     | Konrad Czerniak    | Polen                  | 23,34 s      |
| 6     | Nyls Jan Korstanje | Niederlande            | 23,38 s      |
| 7     | Damian Wierling    | Deutschland            | 23,46 s      |
| 8     | Andera Vergani     | Italien                | 23,49 s      |

 Julien Henx belegte in 23,99 s im Vorlauf Rang 25.

 Noé Ponti belegte in 24,22 s im Vorlauf Rang 31.

 Simon Bucher belegte in 24,59 s im Vorlauf Rang 49.

 Paul Espernberger belegte in 25,26 s im Vorlauf Rang 60.

 Xaver Gschwentner belegte in 25,42 s im Vorlauf Rang 62.
| Platz | Athlet               | Land                   | Zeit         |
| ----- | -------------------- | ---------------------- | ------------ |
| 1     | Piero Codia          | Italien                | 50,64 s (CR) |
| 2     | Mehdy Metella        | Frankreich             | 51,24 s      |
| 3     | James Guy            | Vereinigtes Königreich | 51,42 s      |
| 4     | Kristóf Milák        | Ungarn                 | 51,51 s      |
| 5     | Egor Kuimov          | Russland               | 51,65 s      |
| 6     | Konrad Czerniak      | Polen                  | 51,72 s      |
| 7     | Alexander Sadownikow | Russland               | 51,81 s      |
| 8     | László Cseh          | Ungarn                 | 51,84 s      |

 Marius Kusch belegte in 52,23 s im Halbfinale Rang 11.

 Philip Heintz belegte in 52,41 s im Halbfinale Rang 13.

 Noè Ponti belegte in 53,37 s im Vorlauf Rang 25.

 Ramon Klentz belegte in 53,83 s im Vorlauf Rang 35.

 Xaver Gschwentner belegte in 54,95 s im Vorlauf Rang 49.

 Paul Espernberger belegte in 55,37 s im Vorlauf Rang 52.

 Simon Bucher belegte in 55,42 s im Vorlauf Rang 54.

 Julien Henx belegte in 58,16 s im Vorlauf Rang 57.
| Platz | Athlet            | Land          | Zeit             |
| ----- | ----------------- | ------------- | ---------------- |
| 1     | Kristóf Milák     | Ungarn        | 1:52,79 min (CR) |
| 2     | Tamás Kenderesi   | Ungarn        | 1:54,36 min      |
| 3     | Federico Burdisso | Italien       | 1:55,97 min      |
| 4     | Viktor Bromer     | Dänemark      | 1:56,33 min      |
| 4     | Louis Croenen     | Belgien       | 1:56,33 min      |
| 6     | Jan Świtkowski    | Polen         | 1:56,53 min      |
| 7     | Maksym Schemberew | Aserbaidschan | 1:56,73 min      |
| 8     | Antani Ivanov     | Bulgarien     | 1:57,88 min      |

 Ramon Klenz belegte in 1:57,47 min im Halbfinale Rang 11.

 Nils Liess belegte in 1:57,91 min im Halbfinale Rang 12.

 Patrick Staber belegte in 1:589,46 min im Halbfinale Rang 16.

 Xaver Gschwentner belegte in 1:59,36 min im Vorlauf Rang 19.

 Noè Ponti belegte in 1:59,41 min im Vorlauf Rang 20.

 Paul Espernberger belegte in 2:03,12 min im Vorlauf Rang 29.

#### Lagen
| Platz | Athlet             | Land                   | Zeit        |
| ----- | ------------------ | ---------------------- | ----------- |
| 1     | Jérémy Desplanches | Schweiz                | 1:57,04 min |
| 2     | Philip Heintz      | Deutschland            | 1:57,83 min |
| 3     | Max Litchfield     | Vereinigtes Königreich | 1:57,96 min |
| 4     | Hugo González      | Spanien                | 1:58,77 min |
| 5     | Mark Szaranek      | Vereinigtes Königreich | 1:58,88 min |
| 5     | Andreas Vazaios    | Griechenland           | 1:58,88 min |
| 7     | Alexis Santos      | Portugal               | 1:59,99 min |
| 8     | Semjon Makowitsch  | Russland               | 2:00,07 min |

 Raphaël Stacchiotti belegte in 2:01,99 min im Halbfinale Rang 14.

 Christoph Meier belegte in 2:03,86 min im Vorlauf Rang 25.

| Platz | Athlet               | Land                   | Zeit        |
| ----- | -------------------- | ---------------------- | ----------- |
| 1     | Dávid Verrasztó      | Ungarn                 | 4:10,65 min |
| 2     | Max Litchfield       | Vereinigtes Königreich | 4:11,00 min |
| 3     | Joan Lluís Pons      | Spanien                | 4:14,26 min |
| 4     | Johannes Hintze      | Deutschland            | 4:14,73 min |
| 5     | Maksym Schemberew    | Aserbaidschan          | 4:14,77 min |
| 6     | Jacob Heidtmann      | Deutschland            | 4:16,29 min |
| 7     | Maxim Stupin         | Russland               | 4:18,41 min |
| 8     | João Alexandre Vital | Portugal               | 4:19,79 min |

 Jeremy Desplanches belegte in 4:20,89 min im Vorlauf Rang 17.

 Patrick Staber belegte in 4:22,48 min im Vorlauf Rang 21.

#### Staffel
| Platz | Athleten                                                                 | Land         | Zeit        |
| ----- | ------------------------------------------------------------------------ | ------------ | ----------- |
| 1     | Jewgeni Rylow Danila Isotow Wladimir Morosow Kliment Kolesnikow          | Russland     | 3:12,23 min |
| 2     | Luca Dotto Ivano Vendrame Lorenzo Zazzeri Alessandro Miressi             | Italien      | 3:12,90 min |
| 3     | Jan Świtkowski Konrad Czerniak Jakub Kraska Kacper Majchrzak             | Polen        | 3:14,20 min |
| 4     | Nándor Németh Dominik Kozma Péter Holoda Richárd Bohus                   | Ungarn       | 3:14,51 min |
| 5     | Andreas Vazaios Apostolos Christou Odysseus Meladinis Kristian Gkolomeev | Griechenland | 3:14,52 min |
| 6     | Nyls Jan Korstanje Kyle Stolk Jesse Peter Puts Stan Johannes Pijnenburg  | Niederlande  | 3:14,60 min |
| 7     | Damian Wierling Marius Kusch Peter Varjasi Christoph Fildebrandt         | Deutschland  | 3:15,12 min |
| 8     | Velimir Stjepanović Uroš Nikolić Andrej Barna Ivan Lenđer                | Serbien      | 3:15,16 min |

 Die Staffel Österreichs mit Bernhard Reitshammer, Robin Grünberger, Heiko Gigler und Alexander Trampitsch belegte in 3:18,91 min im Vorlauf Rang 15.
| Platz | Athleten                                                                | Land                   | Zeit             |
| ----- | ----------------------------------------------------------------------- | ---------------------- | ---------------- |
| 1     | Calum Jarvis Duncan Scott Thomas Dean James Guy                         | Vereinigtes Königreich | 7:05,32 min (CR) |
| 2     | Michail Wekowischtschew Martin Maljutin Danila Isotow Michail Dowgaljuk | Russland               | 7:06,66 min      |
| 3     | Alessio Proietti Colonna Filippo Megli Matteo Ciampi Mattia Zuin        | Italien                | 7:07,58 min      |
| 4     | Damian Wierling Henning Mühlleitner Poul Zellmann Jacob Heidtmann       | Deutschland            | 7:09,31 min      |
| 5     | César Castro Alex Ramos Marc Sánchez Miguel Durán                       | Spanien                | 7:13,07 min      |
| 6     | Jordan Pothain Alexandre Derache Roman Fuchs Jonathan Atsu              | Frankreich             | 7:13,12 min      |
| 7     | Kyle Stolk Ferry Weertman Stan Pijnenburg Maarten Brzoskowski           | Niederlande            | 7:13,46 min      |
| 8     | Victor Johansson Robin Hanson Gustaf Dalman Adam Paulsson               | Schweden               | 7:14,03 min      |

| Platz | Athleten                                                                  | Land                   | Zeit             |
| ----- | ------------------------------------------------------------------------- | ---------------------- | ---------------- |
| 1     | Nicholas Pyle Adam Peaty James Guy Duncan Scott                           | Vereinigtes Königreich | 3:30,44 min (CR) |
| 2     | Kliment Kolesnikow Anton Tschupkow Egor Kuimov Wladimir Morosow           | Russland               | 3:32,03 min      |
| 3     | Christian Diener Fabian Schwingenschlögl Marius Kusch Damian Wierling     | Deutschland            | 3:33,52 min      |
| 4     | Danas Rapšys Andrius Šidlauskas Deividas Margevičius Simonas Bilis        | Litauen                | 3:33,70 min      |
| 5     | Richárd Bohus Dávid Horváth Kristóf Milák Nándor Németh                   | Ungarn                 | 3:34,24 min      |
| 6     | Mikita Tsmyh Ilja Schymanowitsch Jauhen Zurkin Viktar Krasochka           | Belarus                | 3:34,79 min      |
| 7     | Nyls Jan Korstanje Arno Kamminga Joeri Verlinden Stan Johannes Pijnenburg | Niederlande            | 3:35,24 min      |
| 8     | Gustav Hökfelt Erik Persson Simon Sjödin Christoffer Carlsen              | Schweden               | 3:36,00 min      |

 Die Staffel der Schweiz mit Thierry Bollin, Yannick Käser, Noè Ponti und Nils Liess belegte in 3:39,21 min im Vorlauf Rang 11.

 Die Staffel Österreichs mit Bernhard Reitshammer, Christopher Rothbauer, Xaver Gschwentner und Alexander Trampitsch belegte in 3:40,19 min im Vorlauf Rang 14.

### Frauen

#### Freistil
| Platz | Athletin                 | Land         | Zeit         |
| ----- | ------------------------ | ------------ | ------------ |
| 1     | Sarah Sjöström           | Schweden     | 23,74 s (CR) |
| 2     | Pernille Blume           | Dänemark     | 23,75 s      |
| 3     | Ranomi Kromowidjojo      | Niederlande  | 24,21 s      |
| 4     | Marija Kamenewa          | Russland     | 24,40 s      |
| 5     | Rosalija Nasretdinowa    | Russland     | 25,04 s      |
| 6     | Tamara Mariska Van Vliet | Niederlande  | 25,11 s      |
| 7     | Theodora Drakou          | Griechenland | 25,14 s      |
| 8     | Rūta Meilutytė           | Litauen      | 25,16 s      |

 Nina Kost belegte in 25,21 s im Halbfinale Rang 11.

 SashaTouretski belegte in 25,22 s im Halbfinale Rang 12.

 Lena Kreundl belegte in 25,82 s im Vorlauf Rang 29.

 Cornelia Pammer belegte in 26,77 s im Vorlauf Rang 45.
| Platz | Athletin            | Land                   | Zeit         |
| ----- | ------------------- | ---------------------- | ------------ |
| 1     | Sarah Sjöström      | Schweden               | 52,93 s      |
| 2     | Femke Heemskerk     | Niederlande            | 53,23 s      |
| 3     | Charlotte Bonnet    | Frankreich             | 53,35 s      |
| 4     | Freya Anderson      | Vereinigtes Königreich | 53,61 s (EJ) |
| 5     | Federica Pellegrini | Italien                | 54,04 s      |
| 6     | Marija Kamenewa     | Russland               | 54,07 s      |
| 7     | Marie Wattel        | Frankreich             | 54,52 s      |
| 8     | Signe Bro           | Dänemark               | 54,56 s      |

 Nina Kost belegte in 54,88 s im Halbfinale Rang 13.

 Noemi Girardet belegte in 56,04 s im Vorlauf Rang 27.

 Annika Bruhn ist trotz Meldung nicht zum Wettbewerb angetreten.
| Platz | Athletin                | Land                   | Zeit             |
| ----- | ----------------------- | ---------------------- | ---------------- |
| 1     | Charlotte Bonnet        | Frankreich             | 1:54,95 min (CR) |
| 2     | Femke Heemskerk         | Niederlande            | 1:56,72 min      |
| 3     | Anastassija Guschenkowa | Russland               | 1:56,77 min      |
| 4     | Eleanor Faulkner        | Vereinigtes Königreich | 1:58,26 min      |
| 5     | Isabel Marie Gose       | Deutschland            | 1:58,42 min      |
| 6     | Walerija Salamatina     | Russland               | 1:58,63 min      |
| 7     | Holly Hibbott           | Vereinigtes Königreich | 1:58,64 min      |
| 8     | Melanie Costa           | Spanien                | 1:58,84 min      |

 Reva Foos belegte in 1:59,04 min im Halbfinale Rang 10.

 Maria Ugolkova belegte in 1:59,43 min im Halbfinale Rang 11.

 Annika Bruhn belegte in 2:00,22 min im Vorlauf Rang 18.

 Marie Pietruschka belegte in 2:00,50 min im Vorlauf Rang 20.

 Noemi Girardet belegte in 2:00,64 min im Vorlauf Rang 21.

 Marlene Kahler belegte in 2:02,02 min im Vorlauf Rang 31.

 Lena Kreundl belegte in 2:02,10 min im Vorlauf Rang 32.

 Monique Olivier belegte in 2:02,95 min im Vorlauf Rang 35.

 Julia Hassler belegte in 2:03,11 min im Vorlauf Rang 41.

 Lena Opatril belegte in 2:03,72 min im Vorlauf Rang 47.

 Leoni Richter belegte in 2:03,83 min im Vorlauf Rang 48.
| Platz | Athletin          | Land                   | Zeit             |
| ----- | ----------------- | ---------------------- | ---------------- |
| 1     | Simona Quadarella | Italien                | 4:03,35 min      |
| 2     | Ajna Késely       | Ungarn                 | 4:03,57 min (EJ) |
| 3     | Holly Hibbott     | Vereinigtes Königreich | 4:05,01 min      |
| 4     | Anna Jegorowa     | Russland               | 4:06,03 min      |
| 5     | Sarah Köhler      | Deutschland            | 4:07,68 min      |
| 6     | Julia Hassler     | Liechtenstein          | 4:11,42 min      |
| 7     | Diana Durães      | Portugal               | 4:12,41 min      |
| 8     | Eleanor Faulkner  | Vereinigtes Königreich | 4:15,26 min      |

 Monique Olivier belegte in 4:18,31 min im Vorlauf Rang 17.

 Isabel Marie Gose belegte in 4:20,12 min im Vorlauf Rang 20.

 Marlene Kahler belegte in 4:23,70 min im Vorlauf Rang 24.
| Platz | Athletin            | Land          | Zeit        |
| ----- | ------------------- | ------------- | ----------- |
| 1     | Simona Quadarella   | Italien       | 8:16,45 min |
| 2     | Ajna Késely         | Ungarn        | 8:22,01 min |
| 3     | Anna Jegorowa       | Russland      | 8:24,71 min |
| 4     | Sarah Köhler        | Deutschland   | 8:25,91 min |
| 5     | Boglárka Kapás      | Ungarn        | 8:26,42 min |
| 6     | Tjaša Oder          | Slowenien     | 8:30,18 min |
| 7     | Julia Hassler       | Liechtenstein | 8:33,10 min |
| 8     | Jimena Pérez Blanco | Spanien       | 8:35,61 min |

 Celine Rieder belegte in 8:37,85 min im Vorlauf Rang 11.

 Marlene Kahler belegte in 8:46,82 min im Vorlauf Rang 13
| Platz | Athletin            | Land          | Zeit         |
| ----- | ------------------- | ------------- | ------------ |
| 1     | Simona Quadarella   | Italien       | 15:51,61 min |
| 2     | Sarah Köhler        | Deutschland   | 15:57,85 min |
| 3     | Ajna Késely         | Ungarn        | 16:03,22 min |
| 4     | Tjaša Oder          | Slowenien     | 16:10,46 min |
| 5     | Julia Hassler       | Liechtenstein | 16:14,15 min |
| 6     | Jimena Pérez Blanco | Spanien       | 16:16,41 min |
| 7     | Tamila Holub        | Portugal      | 16:26,82 min |
| 8     | Celine Rieder       | Deutschland   | 16:26,83 min |

 Marlene Kahler belegte in 16:49,10 min im Vorlauf Rang 11.

#### Rücken
| Platz | Athletin              | Land                   | Zeit    |
| ----- | --------------------- | ---------------------- | ------- |
| 1     | Georgia Davies        | Vereinigtes Königreich | 27,23 s |
| 2     | Anastassija Fessikowa | Russland               | 27,31 s |
| 3     | Mimosa Jallow         | Finnland               | 27,70 s |
| 4     | Alicja Tchórz         | Polen                  | 27,74 s |
| 5     | Béryl Gastaldello     | Frankreich             | 28,10 s |
| 6     | Carlotta Zofkova      | Italien                | 28,31 s |
| 7     | Simona Baumrtová      | Tschechien             | 28,38 s |
| 8     | Kira Marije Toussaint | Niederlande            | 28,80 s |

 Georgia Davies stellte mit 27,21 s im Vorlauf einen neuen Europarekord auf.
 Sasha Touretski belegte in 28,70 s im Halbfinale Rang 15.

 Nina Kost belegte in 28,72 s im Vorlauf Rang 23.

 Lena Grabowski belegte in 30,03 s im Vorlauf Rang 42.
| Platz | Athletin               | Land                   | Zeit        |
| ----- | ---------------------- | ---------------------- | ----------- |
| 1     | Anastassija Fessikowa  | Russland               | 59,19 s     |
| 2     | Georgia Davies         | Vereinigtes Königreich | 59,36 s     |
| 3     | Carlotta Zofkova       | Italien                | 59,61 s     |
| 4     | Katinka Hosszú         | Ungarn                 | 59,64 s     |
| 5     | Margherita Panziera    | Italien                | 59,71 s     |
| 6     | Mie Østergaard Nielsen | Dänemark               | 59,93 s     |
| 7     | Katalin Burián         | Ungarn                 | 1:00,05 min |
| 8     | Kira Marije Toussaint  | Niederlande            | 1:00,14 min |

 Laura Riedemann belegte in 1:00,53 min im Halbfinale Rang 11.

 Lisa Graf belegte in 1:01,67 min im Vorlauf Rang 22.

 Caroline Pilhatsch belegte in 1:01,73 min im Vorlauf Rang 23.

 Nina Kost belegte in 1:01,85 min im Vorlauf Rang 24.

 Lena Grabowski belegte in 1:03,36 min im Vorlauf Rang 36.
| Platz | Athletin             | Land        | Zeit        |
| ----- | -------------------- | ----------- | ----------- |
| 1     | Margherita Panziera  | Italien     | 2:06,18 min |
| 2     | Darja Ustinowa       | Russland    | 2:07,12 min |
| 3     | Katalin Burián       | Ungarn      | 2:07,43 min |
| 4     | Lisa Graf            | Deutschland | 2:08,58 min |
| 5     | Anastassija Awdejewa | Russland    | 2:10,03 min |
| 6     | Jenny Mensing        | Deutschland | 2:10,77 min |
| 7     | Daryna Sewina        | Ukraine     | 2:10,89 min |
| 8     | África Zamorano      | Spanien     | 2:11,55     |

 Lena Grabowski belegte in 2:15,08 min im Halbfinale Rang 15.

#### Brust
| Platz | Athletin            | Land                   | Zeit    |
| ----- | ------------------- | ---------------------- | ------- |
| 1     | Julija Jefimowa     | Russland               | 29,81 s |
| 2     | Imogen Clark        | Vereinigtes Königreich | 30,34 s |
| 3     | Arianna Castiglioni | Italien                | 30,41 s |
| 4     | Rūta Meilutytė      | Litauen                | 30,46 s |
| 5     | Ida Hulkko          | Finnland               | 31,02 s |
| 6     | Martina Carraro     | Italien                | 31,11 s |
| 7     | Natalia Ivaneeva    | Russland               | 31,19 s |
| 8     | Sophie Hansson      | Schweden               | 31,23 s |

 Julija Jefimowa stellte mit 29,66 s im Halbfinale einen neuen Europameisterschaftsrekord auf.
 Elena Guttmann belegte in 32,11 s im Vorlauf Rang 25.

 Lisa Mamie belegte in 32,48 s im Vorlauf Rang 31.

 Cornelia Pammer belegte in 32,48 im Vorlauf Rang 31.

 Sara Staudinger belegte in 32,89 s im Vorlauf Rang 37.
| Platz | Athletin                | Land                   | Zeit        |
| ----- | ----------------------- | ---------------------- | ----------- |
| 1     | Julija Jefimowa         | Russland               | 1:05,53 min |
| 2     | Rūta Meilutytė          | Litauen                | 1:06,26 min |
| 3     | Arianna Castiglioni     | Italien                | 1:06,54 min |
| 4     | Jessica Vall            | Spanien                | 1:06,98 min |
| 5     | Siobhan-Marie O’Connor  | Vereinigtes Königreich | 1:07,30 min |
| 6     | Marina García Urzainqui | Spanien                | 1:07,55 min |
| 7     | Martina Carraro         | Italien                | 1:07,59 min |
| 8     | Sophie Hansson          | Schweden               | 1:07,67 min |

 Julija Jefimowa stellte mit 1:05,87 min im Halbfinale einen neuen Europameisterschaftsrekord auf.
 Jessica Steiger belegte in 1:08,88 min im Vorlauf Rang 21.

 Lisa Mamie belegte in 1:09,14 min im Vorlauf Rang 26.

 Cornelia Pammer belegte in 1:10,35 min im Vorlauf Rang 26.

 Sara Staudinger belegte in 1:10,96 min im Vorlauf Rang 40.

 Elena Guttmann belegte in 1:11,53 min im Vorlauf Rang 43.
| Platz | Athletin                | Land                   | Zeit        |
| ----- | ----------------------- | ---------------------- | ----------- |
| 1     | Julija Jefimowa         | Russland               | 2:21,31 min |
| 2     | Jessica Vall            | Spanien                | 2:23,02 min |
| 3     | Molly Renshaw           | Vereinigtes Königreich | 2:23,43 min |
| 4     | Marina García Urzainqui | Spanien                | 2:23,63 min |
| 5     | Rikke Møller Pedersen   | Dänemark               | 2:24,73 min |
| 6     | Fanny Lecluyse          | Belgien                | 2:26,01 min |
| 7     | Jessica Steiger         | Deutschland            | 2:27,66 min |
| -     | Chloé Tutton            | Vereinigtes Königreich | DSQ         |

 Lisa Mamie belegte in 2:29,25 min im Halbfinale Rang 16.

 Sara Staudinger belegte in 2:32,04 min im Vorlauf Rang 25.

 Elena Guttmann belegte in 2:36,96 min im Vorlauf Rang 32.

#### Schmetterling
| Platz | Athletin            | Land         | Zeit    |
| ----- | ------------------- | ------------ | ------- |
| 1     | Sarah Sjöström      | Schweden     | 25,16 s |
| 2     | Emilie Beckmann     | Dänemark     | 25,72 s |
| 3     | Kimberly Buys       | Belgien      | 25,74 s |
| 4     | Aliena Schmidtke    | Deutschland  | 25,77 s |
| 5     | Mélanie Henique     | Frankreich   | 25,84 s |
| 6     | Ranomi Kromowidjojo | Niederlande  | 25,88 s |
| 7     | Anna Dowgiert       | Polen        | 26,18 s |
| 8     | Anna Doudounaki     | Griechenland | 26,23 s |

 Sasha Touretski belegte in 26,66 s im Halbfinale Rang 14.

 Caroline Pilhatsch belegte in 27,72 s im Vorlauf Rang 30.

 Svenja Stoffel belegte in 27,84 s im Vorlauf Rang 32.

 Claudia Hufnagl belegte in 28,79 s im Vorlauf Rang 40.
| Platz | Athletin            | Land         | Zeit    |
| ----- | ------------------- | ------------ | ------- |
| 1     | Sarah Sjöström      | Schweden     | 56,23 s |
| 2     | Swetlana Tschimrowa | Russland     | 57,40 s |
| 3     | Elena Di Liddo      | Italien      | 57,68 s |
| 4     | Ilaria Bianchi      | Italien      | 57,72 s |
| 5     | Anna Doudounaki     | Griechenland | 57,77 s |
| 6     | Louise Hansson      | Schweden     | 57,99 s |
| 7     | Emilie Beckmann     | Dänemark     | 58,45 s |
| 8     | Aliena Schmidtke    | Deutschland  | 58,90 s |

 Svenja Stoffel belegte in 1:00,46 min im Vorlauf Rang 23.

 Claudia Hufnagl belegte in 1:02,36 min im Vorlauf Rang 32.

 Leonie Richter belegte in 1:03,47 min im Vorlauf Rang 35.
| Platz | Athletin              | Land                   | Zeit        |
| ----- | --------------------- | ---------------------- | ----------- |
| 1     | Boglárka Kapás        | Ungarn                 | 2:07,13 min |
| 2     | Swetlana Tschimrowa   | Russland               | 2:07,33 min |
| 3     | Alys Thomas           | Vereinigtes Königreich | 2:07,42 min |
| 4     | Franziska Hentke      | Deutschland            | 2:07,75 min |
| 5     | Ana Catarina Monteiro | Portugal               | 2:08,03 min |
| 6     | Liliána Szilágyi      | Ungarn                 | 2:08,69 min |
| 7     | Ilaria Cusinato       | Italien                | 2:08,91 min |
| 8     | Alessia Polieri       | Italien                | 2:09,25 min |

 Claudia Hufnagl ist trotz Meldung nicht zum Wettbewerb angetreten.

#### Lagen
| Platz | Athletin               | Land                   | Zeit        |
| ----- | ---------------------- | ---------------------- | ----------- |
| 1     | Katinka Hosszú         | Ungarn                 | 2:10,17 min |
| 2     | Ilaria Cusinato        | Italien                | 2:10,25 min |
| 3     | Maria Ugolkova         | Schweiz                | 2:10,83 min |
| 4     | Siobhan-Marie O’Connor | Vereinigtes Königreich | 2:10,85 min |
| 5     | Fantine Lesaffre       | Frankreich             | 2:11,71 min |
| 6     | Viktoriya Zeynep Güneş | Türkei                 | 2:12,17 min |
| 7     | Aimee Willmott         | Vereinigtes Königreich | 2:13,13 min |
| 8     | Zsuzsanna Jakabos      | Ungarn                 | 2:13,37 min |

 Lisa Mamie belegte in 2:19,67 min im Vorlauf Rang 26.

 Cornelia Pammer ist trotz Meldung nicht zum Wettbewerb angetreten.
| Platz | Athletin               | Land                   | Zeit        |
| ----- | ---------------------- | ---------------------- | ----------- |
| 1     | Fantine Lesaffre       | Frankreich             | 4:34,17 min |
| 2     | Ilaria Cusinato        | Italien                | 4:35,05 min |
| 3     | Hannah Miley           | Vereinigtes Königreich | 4:35,34 min |
| 4     | Aimee Willmott         | Vereinigtes Königreich | 4:35,77 min |
| 5     | Zsuzsanna Jakabos      | Ungarn                 | 4:38,48 min |
| 6     | Catalina Corró Lorente | Spanien                | 4:38,83 min |
| 7     | Carlotta Toni          | Italien                | 4:40,18 min |
| 8     | Anja Crevar            | Serbien                | 4:41,40 min |

#### Staffel
| Platz | Athletinnen                                                                | Land                   | Zeit        |
| ----- | -------------------------------------------------------------------------- | ---------------------- | ----------- |
| 1     | Marie Wattel Charlotte Bonnet Margaux Fabre Béryl Gastaldello              | Frankreich             | 3:34,65 min |
| 2     | Kim Busch Femke Heemskerk Kira Marije Toussaint Ranomi Kromowidjojo        | Niederlande            | 3:34,77 min |
| 3     | Pernille Blume Signe Bro Julie Kepp Jensen Mie Østergaard Nielsen          | Dänemark               | 3:37,03 min |
| 4     | Anna Hopkin Siobhan-Marie O’Connor Eleanor Faulkner Freya Anderson         | Vereinigtes Königreich | 3:37,26 min |
| 5     | Giada Galizi Erika Ferraioli Laura Letrari Federica Pellegrini             | Italien                | 3:38,11 min |
| 6     | Marija Kamenewa Arina Opjonyschewa Walerija Salamatina Wiktorija Andrejewa | Russland               | 3:38,65 min |
| 7     | Maria Ugolkova Sasha Touretski Nina Kost Noemi Girardet                    | Schweiz                | 3:38,85 min |
| 8     | Annika Bruhn Reva Foos Johanna Roas Marie Pietruschka                      | Deutschland            | 3:39,37 min |
| 9     | Katarzyna Wasick Alicja Tchórz Aleksandra Polańska Anna Dowgiert           | Polen                  | 3:40,94 min |

| Platz | Athletinnen                                                                  | Land                   | Zeit        |
| ----- | ---------------------------------------------------------------------------- | ---------------------- | ----------- |
| 1     | Eleanor Faulkner Kathryn Greenslade Holly Hibbott Freya Anderson             | Vereinigtes Königreich | 7:51,65 min |
| 2     | Walerija Salamatina Anna Jegorowa Arina Opjonyschewa Anastassija Guschenkowa | Russland               | 7:52,87 min |
| 3     | Reva Foos Isabel Marie Gose Sarah Köhler Annika Bruhn                        | Deutschland            | 7:53,76 min |
| 4     | Marie Wattel Charlotte Bonnet Margaux Fabre Assia Touati                     | Frankreich             | 7:53,86 min |
| 5     | Melanie Costa Africa Zamorano Esther Morillo Lopez Lidón Muñoz del Campo     | Spanien                | 8:02,04 min |
| 6     | Robin Marian Neumann Esmee Vermeulen Loulou Vos Marjolein Delno              | Niederlande            | 8:02,94 min |
| 7     | Laura Glerup Jensen Signe Bro Emily Gantriis Helena Rosendahl Bach           | Dänemark               | 8:04,43 min |
| 8     | Daniela Georges Dominik Kossakowski Aleksandra Knop Aleksandra Polańska      | Polen                  | 8:04,51 min |

 Die Staffel Österreichs mit Marlene Kahler, Lena Kreundl, Lena Opatril und Cornelia Pammer belegte in 8:10,94 min im Vorlauf Rang 10.

 Die Staffel der Schweiz ist trotz Meldung nicht zum Wettbewerb angetreten.
| Platz | Athletinnen                                                                 | Land                   | Zeit             |
| ----- | --------------------------------------------------------------------------- | ---------------------- | ---------------- |
| 1     | Anastassija Fessikowa Julija Jefimowa Swetlana Tschimrowa Marija Kamenewa   | Russland               | 3:54,22 min (CR) |
| 2     | Mie Østergaard Nielsen Rikke Møller Pedersen Emilie Beckmann Pernille Blume | Dänemark               | 3:56,69 min      |
| 3     | Georgia Davies Siobhan-Marie O’Connor Alys Thomas Freya Anderson            | Vereinigtes Königreich | 3:56,91 min      |
| 4     | Carlotta Zofkova Arianna Castiglioni Elena Di Liddo Federica Pellegrini     | Italien                | 3:57,00 min      |
| 5     | Kira Marije Toussaint Tes Schouten Kinge Zandringa Femke Heemskerk          | Niederlande            | 3:58,94 min      |
| 6     | Mathilde Cini Fanny Deberghes Marie Wattel Charlotte Bonnet                 | Frankreich             | 3:59,85 min      |
| 7     | Laura Riedemann Jessica Steiger Aliena Schmidtke Annika Bruhn               | Deutschland            | 4:01,10 min      |
| 8     | Katinka Hosszú Anna Sztankovics Liliána Szilágyi Evelyn Verrasztó           | Ungarn                 | 4:04,58 min      |

### Mixed

#### Staffel
| Platz | Athlet/-in                                                                      | Land        | Zeit             |
| ----- | ------------------------------------------------------------------------------- | ----------- | ---------------- |
| 1     | Jérémy Stravius Mehdy Metella Marie Wattel Charlotte Bonnet                     | Frankreich  | 3:22,07 min (CR) |
| 2     | Nyls Jan Korstanje Stan Johannes Pijnenburg Femke Heemskerk Ranomi Kromowidjojo | Niederlande | 3:23,97 min      |
| 3     | Kliment Kolesnikow Wladislaw Grinew Marija Kamenewa Arina Opjonyschewa          | Russland    | 3:24,50 min      |
| 4     | Luca Dotto Alessandro Miressi Giada Galizi Federica Pellegrini                  | Italien     | 3:24,94 min      |
| 5     | Damian Wierling Christoph Fildebrandt Reva Foos Annika Bruhn                    | Deutschland | 3:26,59 min      |
| 6     | Nándor Németh Dominik Kozma Zsuzsanna Jakabos Evelyn Verrasztó                  | Ungarn      | 3:29,30 min      |
| 7     | Jan Świtkowski Kacper Majchrzak Alicja Tchórz Katarzyna Wasick                  | Polen       | 3:29,62 min      |
| 8     | David Gamburg Ziv Kalontarov Andrea Murez Anastasia Gorbenko                    | Israel      | 3:29,73 min      |

 Die Staffel Österreichs mit Alexander Trampitsch, Bernhard Reitshammer, Lena Kreundl und Cornelia Pammer belegte in 3:31,93 min im Vorlauf Rang 11.
| Platz | Athlet/-in                                                                        | Land                   | Zeit             |
| ----- | --------------------------------------------------------------------------------- | ---------------------- | ---------------- |
| 1     | Jacob Heidtmann Henning Mühlleitner Reva Foos Annika Bruhn                        | Deutschland            | 7:28,43 min (CR) |
| 2     | Michail Wekowischtschew Michail Dowgaljuk Walerija Salamatina Wiktorija Andrejewa | Russland               | 7:29,37 min      |
| 3     | Stephen Milne Craig Mclean Kathryn Greenslade Freya Anderson                      | Vereinigtes Königreich | 7:29,72 min      |
| 4     | Kristóf Milák Nándor Németh Katinka Hosszú Zsuzsanna Jakabos                      | Ungarn                 | 7:31,19 min      |
| 5     | Filippo Megli Alessio Proietti Colonna Federica Pellegrini Margherita Panziera    | Italien                | 7:32,37 min      |
| 6     | Kyle Stolk Stan Johannes Pijnenburg Femke Heemskerk Robin Neumann                 | Niederlande            | 7:32,39 min      |
| 7     | Denis Loktev Daniel Namir Anastasia Gorbenko Andrea Murez                         | Israel                 | 7:40,07 min      |
| 8     | Richard Nagy Adam Halas Nikoleta Trníková Laura Benková                           | Slowakei               | 8:03,50 min      |

| Platz | Athlet/-in                                                              | Land                   | Zeit             |
| ----- | ----------------------------------------------------------------------- | ---------------------- | ---------------- |
| 1     | Georgia Davies Adam Peaty James Guy Freya Anderson                      | Vereinigtes Königreich | 3:40,18 min (ER) |
| 2     | Kliment Kolesnikow Julija Jefimowa Swetlana Tschimrowa Wladimir Morosow | Russland               | 3:42,71 min      |
| 3     | Margherita Panziera Fabio Scozzoli Elena Di Liddo Alessandro Miressi    | Italien                | 3:44,85 min      |
| 4     | Kira Marije Toussaint Arno Kamminga Joeri Verlinden Ranomi Kromowidjojo | Niederlande            | 3:45,57 min      |
| 5     | Jenny Mensing Fabian Schwingenschlögl Marius Kusch Annika Bruhn         | Deutschland            | 3:45,82 min      |
| 6     | Alicja Tchórz Marcin Stolarski Michal Chudy Katarzyna Wasick            | Polen                  | 3:47,72 min      |
| 7     | Thierry Bollin Yannick Käser Svenja Stoffel Maria Ugolkova              | Schweiz                | 3:48,26 min      |
| 8     | Gustav Hökfelt Johannes Skagius Louise Hansson Ida Lindborg             | Schweden               | 3:48,53 min      |

 Die Staffel Österreichs mit Bernhard Reitshammer, Christopher Rothbauer, Claudia Hufnagl und Lena Kreundl belegte in 3:55,00 min im Vorlauf Rang 14.

## Freiwasserschwimmen

### Männer
| Platz | Athlet               | Land        | Zeit        |
| ----- | -------------------- | ----------- | ----------- |
| 1     | Kristóf Rasovszky    | Ungarn      | 52:38,9 min |
| 2     | Axel Reymond         | Frankreich  | 52,41,7 min |
| 3     | Logan Fontaine       | Frankreich  | 52:44,4 min |
| 4     | Rob Muffels          | Deutschland | 52:55,4 min |
| 5     | Marcello Guidi       | Italien     | 52:56,8 min |
| 6     | Pepijn Maxime Smits  | Niederlande | 52:59,1 min |
| 7     | Marc-Antoine Olivier | Frankreich  | 53:06,7 min |
| 8     | Denis Adejew         | Russland    | 53:09,0 min |

 Ruwen Straub belegte in 53:14,7 min Rang 11.

 Marcus Herwig belegte in 53:15,7 min Rang 13.

 David Brandl belegte in 53:22,5 min Rang 19.
| Platz | Athlet               | Land                   | Zeit        |
| ----- | -------------------- | ---------------------- | ----------- |
| 1     | Ferry Weertman       | Niederlande            | 1:49:23,2 h |
| 2     | Kristóf Rasovszky    | Ungarn                 | 1:49:28,2 h |
| 3     | Rob Muffels          | Deutschland            | 1:49:33,7 h |
| 4     | Marc-Antoine Olivier | Frankreich             | 1:49:34,7 h |
| 5     | Matan Roditi         | Israel                 | 1:49:36,2 h |
| 6     | Matteo Furlan        | Italien                | 1:49:36,7 h |
| 7     | Jack Burnell         | Vereinigtes Königreich | 1:49:37,1 h |
| 8     | Mario Sanzullo       | Italien                | 1:49:47,4 h |

 Sören Meissner belegte in 1:49:56,0 h Rang 16.

 Andreas Waschburger belegte in 1:50:51,5 h Rang 20.

 David Brandl belegte in 1:50:59,6 h Rang 23.
| Platz | Athlet            | Land        | Zeit        |
| ----- | ----------------- | ----------- | ----------- |
| 1     | Kristóf Rasovszky | Ungarn      | 4:57:53,5 h |
| 2     | Kirill Belyaev    | Russland    | 4:57:54,6 h |
| 3     | Matteo Furlan     | Italien     | 4:57:55,8 h |
| 4     | Axel Reymond      | Frankreich  | 4:58:03,4 h |
| 5     | Simone Ruffini    | Italien     | 4:58:04,3 h |
| 6     | Jewgeni Dratzew   | Russland    | 4:59:42,1 h |
| 7     | Anton Evsikov     | Russland    | 5:00:13,3 h |
| 8     | Pepijn Smits      | Niederlande | 5:00:15,5 h |

 Andreas Waschburger belegte in 5:00:30,1 h Rang 9.

 Alexander Studzinski belegte in 5:01:09,4 h Rang 10.

 Florian Wellbrock hat den Wettkampf nicht beendet.

### Frauen
| Platz | Athletin              | Land         | Zeit        |
| ----- | --------------------- | ------------ | ----------- |
| 1     | Sharon van Rouwendaal | Niederlande  | 56:01,0 min |
| 2     | Leonie Antonia Beck   | Deutschland  | 56:17,8 min |
| 3     | Rachele Bruni         | Italien      | 56:49,7 min |
| 4     | Arianna Bridi         | Italien      | 56:58,8 min |
| 5     | Kalliopi Araouzou     | Griechenland | 57,17,3 min |
| 6     | Alena Benešová        | Tschechien   | 57:21,1 min |
| 7     | Lara Grangeon         | Frankreich   | 57:25,6 min |
| 8     | Martina De Memme      | Italien      | 57:25,6 min |

 Lea Boy belegte in 58:04,0 min Rang 12.

 Jeannette Spiwoks belegte in 58:24,5 min Rang 16.
| Platz | Athletin              | Land        | Zeit        |
| ----- | --------------------- | ----------- | ----------- |
| 1     | Sharon van Rouwendaal | Niederlande | 1:54:45,7 h |
| 2     | Giulia Gabbrielleschi | Italien     | 1:54:53,0 h |
| 3     | Esmee Vermeulen       | Niederlande | 1:55:27,4 h |
| 4     | Rachele Bruni         | Italien     | 1:55:40,6 h |
| 5     | Finnia Wunram         | Deutschland | 1:56:26,5 h |
| 6     | Lara Grangeon         | Frankreich  | 1:57:22,0 h |
| 7     | Lisa Pou              | Frankreich  | 1:57:22,8 h |
| 8     | Arianna Bridi         | Italien     | 1:57:27,1 h |

 Leonie Antonia Beck belegte in 1:57:32,6 h Rang 9.

 Jeanette Spiwoks belegte in 2:02:29,0 h Rang 21.
| Platz | Athletin              | Land        | Zeit        |
| ----- | --------------------- | ----------- | ----------- |
| 1     | Arianna Bridi         | Italien     | 5:19:34,6 h |
| 2     | Sharon van Rouwendaal | Niederlande | 5:19:34,7 h |
| 3     | Lara Grangeon         | Frankreich  | 5:19:42,9 h |
| 4     | Angela Maurer         | Deutschland | 5:21:12,5 h |
| 5     | Lisa Pou              | Frankreich  | 5:22:32,2 h |
| 6     | Anna Olasz            | Ungarn      | 5:24:35,9 h |
| 7     | Esmee Vermeulen       | Niederlande | 5:24:54,7 h |
| 8     | Anastassija Krapiwina | Russland    | 5:24:56,6 h |

 Sarah Köhler hat den Wettkampf nicht beendet.

 Finnia Wunram hat den Wettkampf nicht beendet.

### Gemischtes Team
| Platz | Athletin                                                                               | Land                   | Zeit        |
| ----- | -------------------------------------------------------------------------------------- | ---------------------- | ----------- |
| 1     | Esmee Vermeulen Sharon van Rouwendaal Pepijn Smits Ferry Weertman                      | Niederlande            | 52:35,0 min |
| 2     | Leonie Antonia Beck Sarah Köhler Sören Meißner Florian Wellbrock                       | Deutschland            | 52:35,6 min |
| 3     | Lara Grangeon David Aubry Lisa Pou Marc-Antoine Olivier                                | Frankreich             | 52:46,7 min |
| 4     | Danielle Huskisson Tobias Robinson Jazmin Carlin Jack Burnell                          | Vereinigtes Königreich | 52:51,3 min |
| 5     | Martina de Memme Matteo Furlan Giulia Gabbrielleschi Mario Sanzullo                    | Italien                | 52:53,1 min |
| 6     | Denis Adeev Mariia Novikova Sofia Kolesnikova Kirill Abrossimow                        | Russland               | 53:49,5 min |
| 7     | Paula Ruíz Bravo Guillem Pujol Belmonte Raúl Santiago Betancor Maria de Valdes Alvárez | Spanien                | 54:23,8 min |
| 8     | Ivan Fratric Tomas Peciar Karolina Balazikova Carmen Mikusova                          | Slowakei               | 58:46,1 min |

## Synchronschwimmen

### Frauen
| Platz | Athletinnen | Land                   | Punkte  |
| ----- | --- | ---------------------- | ------- |
| 1     | Maryna Aleksijiwa, Wladyslawa Aleksijiwa, Walerija Apreljewa, Marta Fjedina, Jelysaweta Jachno, Oleksandra Kaschuba, Jana Narischna, Kateryna Resnik, Anastassija Sawtschuk, Alina Schynkarenko  | Ukraine                | 94,4667 |
| 2     | Beatrice Callegari, Domiziana Cavanna, Linda Cerruti, Francesca Deidda, Costanza Di Camillo, Costanza Ferro, Gemma Galli, Alessia Pezone, Enrica Piccoli, Federica Sala                          | Italien                | 92,6000 |
| 3     | Leyre Abadía, Abril Conesa Prieto, Berta Ferreras Sanz, Emma Garcia Garcia, Maria Campos Juárez, Meritxell Mas, Elena Melian Gonzalez, Paula Ramírez, Sara Saldaña, Blanca Toledano Laut         | Spanien                | 91,4667 |
| 4     | Ifigenia Dipla, Vasiliki Kofidi, Olga Kourgiantaki, Sofia Malkogeorgou, Evangelia Papazoglou, Evangelia Platanioti, Sofia Sarantidi, Anna Taxopoulou, Athanasia Tsola, Georgia Vasilopoulou      | Griechenland           | 88,0667 |
| 5     | Aliaksandra Bichun, Vera Butsel, Anastasiya Hryshel, Hanna Koutsun, Iryna Limanouskaja, Anastasiya Navasiolava, Zalina Sanakoyeva, Nastassia Shkuleva, Valeryia Valasach, Weranika Jessipowitsch | Belarus                | 84,6333 |
| 6     | Eden Blecher, Shelly Bobritsky, Alina Chalemsky, Maya Dorf, Emili Green, Gal Litman, Nikol Nahshonov, Ariel Nassee, Tali Ostrovsky, Yael Polka                                                   | Israel                 | 83,1000 |
| 7     | Millicent Costello, Greta Hampson, Cerys Larsen, Daniella Lloyd, Daisy Rushton, Kate Shortman, Herriette Smith, Abigail Taylor, Isabelle Thorpe, Victoria Usher                                  | Vereinigtes Königreich | 81,3667 |
| 8     | Delia Artus, Johanna Bleyer, Marlene Bojer, Thora Goetting, Lisa Königsbauer, Daniela Reinhardt, Lisa-Sofie Rinke, Pia Sarnes, Sinja Waychardt, Michelle Zimmer                                  | Deutschland            | 80,3000 |

 Das Team Österreichs mit Vasiliki Alexandri, Hanna Bekesi, Raffaela Breit, Verena Breit, Marlene Gerhalter, Vassilissa Neussl, Luna Pajer, Edit Pinter
Yvette Pinter und Sahra Vakil Adli belegte mit 80,0000 Punkten Rang 9.
| Platz | Athletin                 | Land                   | Punkte  |
| ----- | ------------------------ | ---------------------- | ------- |
| 1     | Swetlana Kolesnitschenko | Russland               | 93,4816 |
| 2     | Jelysaweta Jachno        | Ukraine                | 91,3517 |
| 3     | Linda Cerruti            | Italien                | 90,2282 |
| 4     | Evangelia Platanioti     | Griechenland           | 87,5937 |
| 5     | Irene Jimeno Martinez    | Spanien                | 87,5562 |
| 6     | Vasiliki Alexandri       | Österreich             | 85,6352 |
| 7     | Vasilina Khandoshka      | Belarus                | 84,9228 |
| 8     | Kate Shortman            | Vereinigtes Königreich | 82,7030 |

 Lara Meching belegte mit 81,1587 Punkten Rang 9.

 Marlene Bojer belegte mit 79,9606 Punkten Rang 10.

 Vivienne Koch belegte mit 79,9221 Punkten Rang 11.
| Platz | Athletinnen                                 | Land         | Punkte  |
| ----- | ------------------------------------------- | ------------ | ------- |
| 1     | Swetlana Kolesnitschenko Warwara Subbotina  | Russland     | 95,1035 |
| 2     | Jelysaweta Jachno Anastassija Sawtschuk     | Ukraine      | 92,6188 |
| 3     | Linda Cerruti Costanza Ferro                | Italien      | 89,7519 |
| 4     | Paula Ramírez Sara Saldaña                  | Spanien      | 89,5215 |
| 5     | Ana-Maria Alexandri Eirini-Marini Alexandri | Österreich   | 86,2548 |
| 6     | Evangelia Papazoglou Evangelia Platanioti   | Griechenland | 85,3943 |
| 7     | Charlotte Tremble Laura Tremble             | Frankreich   | 85,0770 |
| 8     | Bregje de Brouwer Noortje de Brouwer        | Niederlande  | 83,7597 |

 Vivienne Koch und Noemi Peschl belegten mit 79,1306 Punkten Rang 11.

 Marlene Bojer und Daniela Reinhardt belegten mit 78,3425 Punkten Rang 12.

 Lara Meching und Marluce Schierscher belegten mit 75,5990 Punkten Rang 14.
| Platz | Athletinnen | Land         | Punkte  |
| ----- | --- | ------------ | ------- |
| 1     | Anastassija Archipowskaja, Anastassija Bajandina, Darja Bajandina, Marina Goljadkina, Weronika Kalinina, Polina Komar, Marija Schurotschkina                      | Russland     | 94,6000 |
| 2     | Maryna Aleksijiwa, Wladyslawa Aleksijiwa, Jelysaweta Jachno, Oleksandra Kaschuba, Oleksandra Kowalenko, Jana Narischna, Anastassija Sawtschuk, Alina Schynkarenko | Ukraine      | 90,7439 |
| 3     | Beatrice Callegari, Domiziana Cavanna, Linda Cerruti, Francesca Deidda, Costanza Di Camillo, Costanza Ferro, Gemma Galli, Enrica Piccoli                          | Italien      | 90,3553 |
| 4     | Leyre Abadía, Berta Ferreras Sanz, Maria Campos Juárez, Meritxell Mas, Elena Melian Gonzalez, Paula Ramírez, Sara Saldaña, Blanca Toledano Laut                   | Spanien      | 89,8716 |
| 5     | Ifigenia Dipla, Olga Kourgiantaki, Sofia Malkogeorgou, Evangelia Papazoglou, Sofia Sarantidi, Anna Taxopoulou, Athanasia Tsola, Georgia Vasilopoulou              | Griechenland | 85,9659 |
| 6     | Marie Annequin, Iphinoé Davvetas, Manon Disbeaux, Laura Gonzalez, Inesse Guermoud, Solène Lusseau, Charlotte Tremble, Laura Tremble                               | Frankreich   | 85,1023 |
| 7     | Aliaksandra Bichun, Vera Butsel, Iryna Limanouskaja, Anastasiya Navasiolava, Zalina Sanakoyeva, Nastassia Shkuleva, Valeryia Valasach, Weranika Jessipowitsch     | Belarus      | 83,7633 |
| 8     | Eden Blecher, Shelly Bobritsky, Alina Chalemsky, Gal Litman, Nikol Nahshonov, Ariel Nassee, Tali Ostrovsky, Yael Polka                                            | Israel       | 81,1266 |

 Das Team Österreichs mit Hanna Bekesi, Raffaela Breit, Verena Breit, Marlene Gerhalter, Vassilissa Neussl, Luna Pajer
Yvette Pinter und Sahra Vakil Adli belegte mit 78,0072 Punkten Rang 10.
| Platz | Athletin                 | Land         | Punkte  |
| ----- | ------------------------ | ------------ | ------- |
| 1     | Swetlana Kolesnitschenko | Russland     | 94,9333 |
| 2     | Linda Cerruti            | Italien      | 92,5000 |
| 3     | Jelysaweta Jachno        | Ukraine      | 92,1333 |
| 4     | Iris Tió                 | Spanien      | 89,6000 |
| 5     | Evangelia Platanioti     | Griechenland | 89,4000 |
| 6     | Eve Planeix              | Frankreich   | 87,3000 |
| 7     | Vasiliki Alexandri       | Österreich   | 86,0333 |
| 8     | Vasilina Khandoshka      | Belarus      | 85,9333 |

 Lara Meching belegte mit 83,8000 Punkten Rang 10.

 Marlene Bojer belegte mit 82,1000 Punkten Rang 11.

 Vivienne Koch belegte mit 81,8000 Punkten Rang 12.
| Platz | Athletinnen                                  | Land         | Punkte  |
| ----- | -------------------------------------------- | ------------ | ------- |
| 1     | Swetlana Kolesnitschenko Warwara Subbotina   | Russland     | 96,7000 |
| 2     | Anastassija Sawtschuk Jelysaweta Jachno      | Ukraine      | 93,4000 |
| 3     | Linda Cerruti Costanza Ferro                 | Italien      | 92,1333 |
| 4     | Paula Ramírez Sara Saldaña                   | Spanien      | 90,0667 |
| 5     | Evangelia Papazoglou Evangelia Platanioti    | Griechenland | 89,1667 |
| 6     | Maureen Jenkins Eve Planeix                  | Frankreich   | 87,2333 |
| 7     | Anna-Maria Alexandri Eirini-Marini Alexandri | Österreich   | 87,1667 |
| 8     | Bregje de Brouwer Noortje de Brouwer         | Niederlande  | 85,2000 |

 Vivienne Koch und Noemi Peschl belegten mit 82,9000 Punkten Rang 10.

 Marlene Bojer und Daniela Reinhardt belegten mit 80,6000 Punkten Rang 12.
| Platz | Athletinnen | Land         | Punkte  |
| ----- | --- | ------------ | ------- |
| 1     | Anastassija Archipowskaja, Anastassija Bajandina, Darja Bajandina, Marina Goljadkina, Weronika Kalinina, Polina Komar, Marija Schurotschkina, Darina Walitowa | Russland     | 97,0333 |
| 2     | Walerija Apreljewa, Weronika Hryschko, Jelysaweta Jachno, Oleksandra Kaschuba, Jana Narischna, Kateryna Resnik, Anastassija Sawtschuk, Alina Schynkarenko     | Ukraine      | 94,6000 |
| 3     | Beatrice Callegari, Linda Cerruti, Francesca Deidda, Costanza Di Camillo, Costanza Ferro, Gemma Galli, Alessia Pezone, Enrica Piccoli                         | Italien      | 92,2333 |
| 4     | Leyre Abadía, Berta Ferreras Sanz, Maria Campos Juárez, Meritxell Mas, Elena Melian Gonzalez, Paula Ramírez, Sara Saldaña, Blanca Toledano Laut               | Spanien      | 92,1000 |
| 5     | Ifigenia Dipla, Vasiliki Kofidi, Sofia Malkogeorgou, Evangelia Papazoglou, Sofia Sarantidi, Anna Taxopoulou, Athanasia Tsola, Georgia Vasilopoulou            | Griechenland | 87,6333 |
| 6     | Manon Disbeaux, Laura Gonzalez, Maureen Jenkins, Solène Lusseau, Eve Planeix, Charlotte Tremble, Laura Tremble, Mathilde Vigneres                             | Frankreich   | 87,5000 |
| 7     | Aliaksandra Bichun, Vera Butsel, Iryna Limanouskaja, Anastasiya Navasiolava, Zalina Sanakoyeva, Nastassia Shkuleva, Valeryia Valasach, Weranika Jessipowitsch | Belarus      | 83,6000 |
| 8     | Eden Blecher, Shelly Bobritsky, Alina Chalemsky, Gal Litman, Nikol Nahshonov, Ariel Nassee, Tali Ostrovsky, Yael Polka                                        | Israel       | 83,1000 |

 Das deutsche Team mit Johanna Bleyer, Marlene Bojer, Thora Goetting, Lisa Königsbauer, Daniela Reinhardt, Pia Sarnes
Sinja Waychardt und Michelle Zimmer belegte mit 78,8000 Punkten Rang 10.

 Das Team Österreichs mit Hanna Bekesi, Raffaela Breit, Verena Breit, Marlene Gerhalter, Vassilissa Neussl, Luna Pajer
Yvette Pinter und Sahra Vakil Adli belegte mit 78,5667 Punkten Rang 11.

### Mixed
| Platz | Athlet/-in                                 | Land         | Punkte  |
| ----- | ------------------------------------------ | ------------ | ------- |
| 1     | Maja Gurbanberdijewa Alexander Malzew      | Russland     | 89,5853 |
| 2     | Manila Flamini Giorgio Minisini            | Italien      | 88,6973 |
| 3     | Berta Ferreras Sanz Pau Ribes Culla        | Spanien      | 82,3217 |
| 4     | Vasileios Gkortsilas Nikoleta Papageorgiou | Griechenland | 72,7838 |

| Platz | Athlet/-in                                 | Land         | Punkte  |
| ----- | ------------------------------------------ | ------------ | ------- |
| 1     | Maja Gurbanberdijewa Alexander Malzew      | Russland     | 92,4000 |
| 2     | Manila Flamini Giorgio Minisini            | Italien      | 90,7333 |
| 3     | Berta Ferreras Sanz Pau Ribes Culla        | Spanien      | 85,4333 |
| 4     | Vasileios Gkortsilas Nikoleta Papageorgiou | Griechenland | 74,9333 |
| 5     | Gökçe Akgün Rezzan Eda Tunçay              | Türkei       | 72,2000 |

## Wasserspringen
Die am achten Wettkampftag (9. August) in Edinburgh verliehene Auszeichnung für Europas Wasserspringer des Jahres ging an  Tom Daley. Der amtierende Weltmeister in der 10-m-Kategorie pausiert seit Juni 2018 in Elternzeit und nahm an der Europameisterschaft 2018 mit Ausnahme dieser Preisverleihung nicht teil. Auch der Dachverband FINA hatte ihn bereits im Dezember 2017 auf internationaler Ebene mit diesem Preis ausgezeichnet.

### Männer
| Platz | Athlet            | Land                   | Punkte |
| ----- | ----------------- | ---------------------- | ------ |
| 1     | Jack Laugher      | Vereinigtes Königreich | 414,60 |
| 2     | Giovanni Tocci    | Italien                | 401,10 |
| 3     | James Heatly      | Vereinigtes Königreich | 391,70 |
| 4     | Guillaume Dutoit  | Schweiz                | 390,50 |
| 5     | Oliver Dingley    | Irland                 | 385,65 |
| 6     | Lorenzo Marsaglia | Italien                | 375,45 |
| 7     | Jonathan Suckow   | Schweiz                | 354,30 |
| 8     | Andrzej Rzeszutek | Polen                  | 350,65 |

 Lars Rüdiger belegte mit 328,20 Punkten im Vorkampf Rang 13.

 Patrick Hausding belegte mit 316,65 Punkten im Vorkampf Rang 14.

 Nikolaj Schaller belegte mit 222,30 Punkten im Vorkampf Rang 27.
| Platz | Athlet            | Land                   | Punkte |
| ----- | ----------------- | ---------------------- | ------ |
| 1     | Jack Laugher      | Vereinigtes Königreich | 525,95 |
| 2     | Ilja Sacharow     | Russland               | 519,05 |
| 3     | Jewgeni Kusnezow  | Russland               | 508,05 |
| 4     | Daniel Goodfellow | Vereinigtes Königreich | 437,75 |
| 5     | Patrick Hausding  | Deutschland            | 421,10 |
| 6     | Lorenzo Marsaglia | Italien                | 409,70 |
| 7     | Guillaume Dutoit  | Schweiz                | 400,50 |
| 8     | Andrzej Rzeszutek | Polen                  | 387,40 |

 Oliver Hohmuth belegte mit 357,50 Punkten Rang 12.

 Jonathan Suckow belegte mit 303,95 Punkten im Vorkampf Rang 19.

 Nikolaj Schaller belegte mit 266,05 Punkten im Vorkampf Rang 25.
| Platz | Athlet            | Land                   | Punkte |
| ----- | ----------------- | ---------------------- | ------ |
| 1     | Alexander Bondar  | Russland               | 542,05 |
| 2     | Nikita Schleicher | Russland               | 481,15 |
| 3     | Benjamin Auffret  | Frankreich             | 480,60 |
| 4     | Maksym Dolhow     | Ukraine                | 464,65 |
| 5     | Matty Lee         | Vereinigtes Königreich | 452,20 |
| 6     | Matthew Dixon     | Vereinigtes Königreich | 448,90 |
| 7     | Lew Sargsjan      | Armenien               | 437,30 |
| 8     | Timo Barthel      | Deutschland            | 408,25 |

 Florian Fandler belegte mit 364,40 Punkten Rang 11.
| Platz | Athleten                              | Land                   | Punkte |
| ----- | ------------------------------------- | ---------------------- | ------ |
| 1     | Jewgeni Kusnezow Ilja Sacharow        | Russland               | 431,16 |
| 2     | Jack Laugher Christopher Mears        | Vereinigtes Königreich | 430,62 |
| 3     | Patrick Hausding Lars Rüdiger         | Deutschland            | 394,77 |
| 4     | Oleksandr Horschkowosow Oleh Kolodij  | Ukraine                | 378,90 |
| 5     | Andrea Chiarabini Giovanni Tocci      | Italien                | 371,07 |
| 6     | Kacper Lesiak Andrzej Rzeszutek       | Polen                  | 365,76 |
| 7     | Guillaume Dutoit Simon Rieckhoff      | Schweiz                | 347,85 |
| 8     | Azat Harutjunjan Wladimir Harutjunjan | Armenien               | 335,22 |

| Platz | Athleten                          | Land                   | Punkte |
| ----- | --------------------------------- | ---------------------- | ------ |
| 1     | Alexander Bondar Wiktor Minibajew | Russland               | 423,12 |
| 2     | Matthew Dixon Noah Williams       | Vereinigtes Königreich | 399,90 |
| 3     | Wladimir Harutjunjan Lew Sargsjan | Armenien               | 396,84 |
| 4     | Timo Barthel Florian Fandler      | Deutschland            | 360,66 |
| 5     | Artsiom Barouski Wadsim Kaptur    | Belarus                | 354,15 |

### Frauen
| Platz | Athletin           | Land        | Punkte |
| ----- | ------------------ | ----------- | ------ |
| 1     | Mariia Poliakova   | Russland    | 285,55 |
| 2     | Nadeschda Baschina | Russland    | 276,00 |
| 3     | Elena Bertocchi    | Italien     | 271,25 |
| 4     | Tina Punzel        | Deutschland | 254,10 |
| 5     | Wiktorija Kessar   | Ukraine     | 245,40 |
| 6     | Hanna Pysmenska    | Ukraine     | 237,85 |
| 7     | Kaja Skrzek        | Polen       | 237,60 |
| 8     | Alena Khamulkina   | Belarus     | 229,40 |

 Michelle Heimberg belegte mit 229,35 Punkten Rang 9.

 Louisa Stawczynski belegte mit 221,50 Punkten Rang 11.

 Jessica Favre belegte mit 216,30 Punkten Rang 12.
| Platz | Athletin           | Land                   | Punkte |
| ----- | ------------------ | ---------------------- | ------ |
| 1     | Grace Reid         | Vereinigtes Königreich | 329,40 |
| 2     | Alicia Blagg       | Vereinigtes Königreich | 327,70 |
| 3     | Tina Punzel        | Deutschland            | 324,65 |
| 4     | Wiktorija Kessar   | Ukraine                | 282,60 |
| 5     | Michelle Heimberg  | Schweiz                | 274,20 |
| 5     | Nadeschda Baschina | Russland               | 274,20 |
| 7     | Chiara Pellacani   | Italien                | 274,00 |
| 8     | Kaja Skrzek        | Polen                  | 261,35 |

 Lena Hentschel belegte mit 233,55 Punkten im Vorkampf Rang 14.

 Selina Staudenherz belegte mit 213,25 Punkten im Vorkampf Rang 17.

 Jessica Favre belegte mit 206,95 Punkten im Vorkampf Rang 18.
| Platz | Athletin         | Land                   | Punkte |
| ----- | ---------------- | ---------------------- | ------ |
| 1     | Celine van Duijn | Niederlande            | 319,10 |
| 2     | Noemi Bátki      | Italien                | 315,00 |
| 3     | Maria Kurjo      | Deutschland            | 308,15 |
| 4     | Sofija Lyskun    | Ukraine                | 306,60 |
| 5     | Lois Toulson     | Vereinigtes Königreich | 292,20 |
| 6     | Robyn Birch      | Vereinigtes Königreich | 290,60 |
| 7     | Tanya Watson     | Irland                 | 276,85 |
| 8     | Elena Wassen     | Deutschland            | 270,40 |

| Platz | Athletinnen                          | Land                   | Punkte |
| ----- | ------------------------------------ | ---------------------- | ------ |
| 1     | Elena Bertocchi Chiara Pellacani     | Italien                | 389,26 |
| 2     | Lena Hentschel Tina Punzel           | Deutschland            | 286,80 |
| 3     | Nadeschda Baschina Kristina Iljinych | Russland               | 282,90 |
| 4     | Grace Reid Katherine Torrance        | Vereinigtes Königreich | 270,90 |
| 5     | Inge Jansen Celine van Duijn         | Niederlande            | 269,70 |
| 6     | Wiktorija Kessar Hanna Pysmenska     | Ukraine                | 267,37 |
| 7     | Madeline Coquoz Jessica Favre        | Schweiz                | 250,50 |
| 8     | Anne Tuxen Helle Tuxen               | Norwegen               | 242,88 |

| Platz | Athletinnen                              | Land                   | Punkte |
| ----- | ---------------------------------------- | ---------------------- | ------ |
| 1     | Eden Cheng Lois Toulson                  | Vereinigtes Königreich | 289,74 |
| 2     | Jekaterina Beljajewa Julija Timoschinina | Russland               | 288,60 |
| 3     | Maria Kurjo Elena Wassen                 | Deutschland            | 284,64 |
| 4     | Noemi Bátki Chiara Pellacani             | Italien                | 276,60 |
| 5     | Walerija Ljulko Sofija Lyskun            | Ukraine                | 263,28 |
| 6     | Anne Tuxen Helle Tuxen                   | Norwegen               | 240,96 |
| 7     | Ellen Ek Isabelle Svantesson             | Schweden               | 214,65 |

### Mixed
| Platz | Athlet/-in                              | Land                   | Punkte |
| ----- | --------------------------------------- | ---------------------- | ------ |
| 1     | Lou Massenberg Tina Punzel              | Deutschland            | 313,50 |
| 2     | Ross Haslam Grace Reid                  | Vereinigtes Königreich | 308,67 |
| 3     | Wiktorija Kessar Stanislaw Olifertschyk | Ukraine                | 291,81 |
| 4     | Pascal Maurice Faatz Inge Jansen        | Niederlande            | 278,10 |
| 5     | Michelle Heimberg Jonathan Suckow       | Schweiz                | 274,50 |
| 6     | Nadeschda Baschina Nikita Schleicher    | Russland               | 272,40 |
| 7     | Elena Bertocchi Maicol Verzotto         | Italien                | 268,05 |
| 8     | Kacper Lesiak Kaja Skrzek               | Polen                  | 265,02 |

 Nikolaj Schaller und Selina Staudenherz belegten mit 207,84 Punkten im Finale Rang 10.
| Platz | Athlet/-in                            | Land                   | Punkte |
| ----- | ------------------------------------- | ---------------------- | ------ |
| 1     | Nikita Schleicher Julija Timoschinina | Russland               | 309,63 |
| 2     | Matty Lee Lois Toulson                | Vereinigtes Königreich | 307,80 |
| 3     | Florian Fandler Christina Wassen      | Deutschland            | 278,64 |
| 4     | Noemi Batki Maicol Verzotto           | Italien                | 275,40 |
| 5     | Oleh Serbin Walerija Ljulko           | Ukraine                | 245,94 |

### Team
| Platz | Athlet/-in                           | Land                   | Punkte |
| ----- | ------------------------------------ | ---------------------- | ------ |
| 1     | Oleh Kolodij Sofija Lyskun           | Ukraine                | 355,90 |
| 2     | Lou Massenberg Maria Kurjo           | Deutschland            | 352,60 |
| 3     | Julija Timoschinina Jewgeni Kusnezow | Russland               | 349,55 |
| 4     | James Heatly Robyn Birch             | Vereinigtes Königreich | 343,15 |
| 5     | Noemi Bátki Giovani Tocci            | Italien                | 324,40 |
| 6     | Wadsim Kaptur Alena Khamulkina       | Belarus                | 317,70 |
| 7     | Ellen Ek Vinko Paradzik              | Schweden               | 270,30 |